# De tre väktarnas uppror
De tre väktarnas uppror (även kallat "Wu Geng upproret") var ett kinesiskt inbördeskrig som utspelades under 1000-talet f.Kr. och som kom att startas av missnöjda Zhouprinsar, Shanglojalister, vasallstater samt utomstående riken mot den härskande Zhoudynastin ledd av Ji Dan, hertig av Zhou. 
De tre väktarnas uppror har sin början i Shangdynastins slut, vilket skedde genom att Zhou besegrade kejsare Shang Zhous armè. Det här ledde i sin tur till att kejsaren Shang Zhou begick självmord. Kejsarens självmord var slutet för Shangdynastins cirka 600-åriga välde (cirka 1600–1000 f.Kr.). Kung Wu tillsatte sina tre bröder Guanshu, Caishu och Huoshu som "de tre väktarna i öst" vars syfte var att säkra de nya erövringarna som gjorts i Shangs gamla provinser. När Wu av Zhou avled, blev hans son Cheng av Zhou krönt till konung. Cheng ansågs dock alltför ung för att själv kunna regera. De tre väktarna ville utnämna Guanshu till förmyndare över den unge kungen. Chengs farbror Ji Dan, hertig av Zhou, utnämnde dock sig själv till förmyndare innan Guanshu hunnit utses till förmyndare. Genom sin självutnämning tog Ji Dan över makten i hovet vilket var början på Zhoudynastins första stora maktstrid. De tre väktarna ansåg att Ji Dans handlande endast var ett dolt illegalt sätt för att själv tillskansa sig tronen och inte ett agerande utifrån den unge kungens bästa. De höll fast vid att Guanshu borde ha utsetts till förmyndare för unge Cheng. 
De tre väktarna bildade en allians bestående av separatistiska adelsmän, Shanglojalister under prins Wu Geng , samt flera mindre Dongyi- och Huaiyistater (två folkslag i östra Kina). Tillsammans ledde dessa upproret som skulle komma att resas mot kungens farbror och förmyndare, Ji Dan. Responsen från Ji Dan blev en militärkampanj riktad mot östra Kina som bedrevs under tre år. Kampanjen resulterade i att Ji Dan lyckades slå ned upproret. Ji Dan nöjde sig inte med att ha slagit ned motståndet, utan erövrade också nya områden i öst, samt bildade en ny politisk ideologi, Fengjian. Fengjian ledde till det kinesiska imperiets grundande.
Edward L. Shaughnessy kallar händelsen "En tronföljdskris som resulterade i ett avgörande tillfälle som inte enbart kom att beröra och förändra den västra Zhou-dynastin, utan för hela det kinesiska statsmannaskapets historia".

## Bakgrund

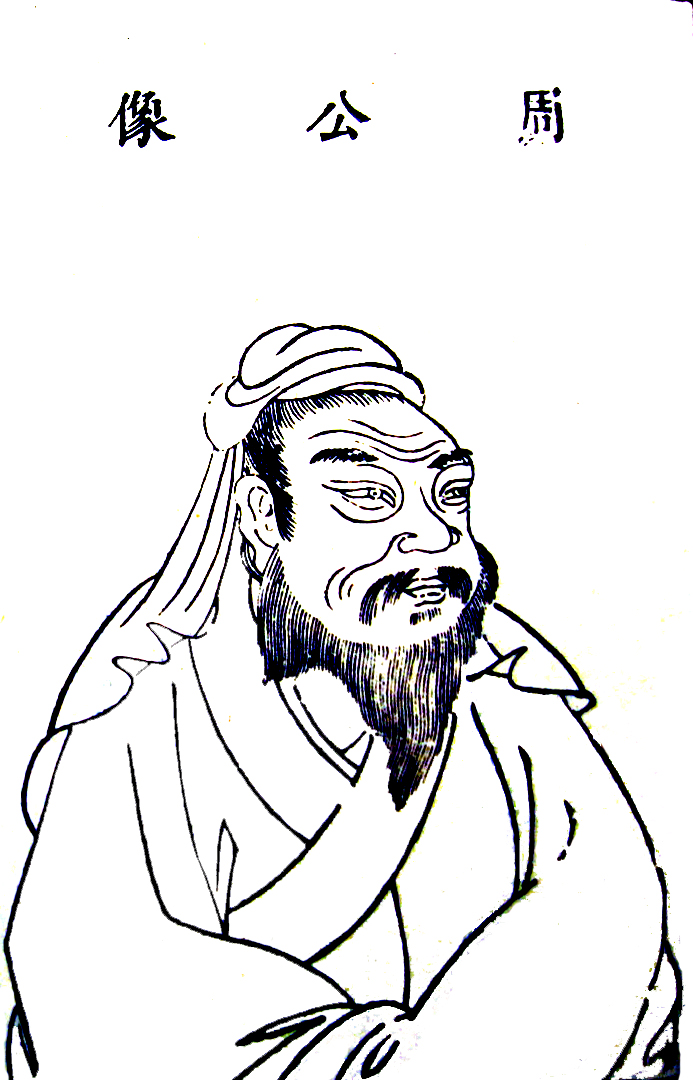
Hertig Ji Dan av Zhou vars maktövertagande blev startskottet för upproret.

1059 f.Kr. inträffade en ovanlig astronomisk konjunktion då Merkurius, Venus, Mars, Jupiter och Saturnus samtidigt var synliga på natthimlen i norra Kina. Zhoufolket och dess kung Wen såg detta som ett tecken på att Wen nu fått himlens mandat att ta makten i Kina från Shangdynastin. Wen förklarade sitt rike självständigt från Shang och började erövra sina grannprovinser. Dock dog Wen innan han kunde inleda några anfall mot själva Shang och hans son Wu blev konung. Wu väntade några år på rätt tillfälle för att sedan gå till anfall mot Shang. Wu besegrade sedan Shangs kejsare Di Xin i slaget vid Muye och erövrade sedan huvudstaden Yin.
Zhou ersatte Shang som kejsardynasti i Kina men situationen i riket var orolig. Större delen av Shangs armé hade vid Zhous invasion varit på kampanj i öst och befann sig fortfarande där. Vasallstaterna i öst såg dessutom Zhoufolket som barbarer. Konung Wu insåg att situationen skulle vara ohållbar, och utsåg Di Xins son Wu Geng till underkung av de östra provinserna. Wu hoppades att på så sätt både lugna de östliga vasallkungadömena samt kunna kontrollera östra Kina genom Shangprinsen. För att ytterligare försäkra sig om prinsens lojalitet tillsatte Wu tre av sina bröder (Guanshu, Caishu och Huoshu) som det östliga rikets tre "väktare"  med syftet att hålla koll på Wu Geng och adelsmännen i regionen.
Den nya Zhoudynastin upplevde, utöver problemen i riket, även hot från omkringliggande riken. Öster om de forna Shangprovinserna levde Dongyifolket i småstater, med starka kulturella och politiska band till den fallna Shangdynastin. Dongyifolket hade dessutom varit allierade med Shang i över 200 år.  Av dessa stater var det enbart Xue som välkomnade den nya  Zhoudynastin eftersom de själva under lång tid försökt göra sig fri från Shangs inflytande.
Efter att ha försökt skapa ordning i rikets östliga provinser återvände Wu till huvudstaden Fenghao och tillsatte sin bror Ji Dan som hertig av Zhou och Ji Shi som hertig av Shao. Båda utnämndes till "kunglig kansler" samt till beskyddare av riket ( formulerat som "rikets överbeskyddare" i vissa tolkningar). De blev snabbt de två mäktigaste männen vid hovet. Wu av Zhou avled cirka 1043 f.Kr. och hans äldsta son Song (senare kejsare Cheng av Zhou) fick ärva tronen. Farbrodern Ji Dan påstod dock att Cheng var alldeles för ung för att kunna styra landet och tillsatte sig själv som förmyndare för kungen och blev genom det rikets ställföreträdare. Ji Dans beslut mötte först kritik från hovet, men han lyckades övertyga några av de mest inflytelserika hovmedlemmarna att ge honom stöd. Tillsammans med sin halvbror Ji Shi och den unge Cheng bildade han sedan ett styrande triumvirat med sig själv som överhuvud.
Ji Dans beslut skapade dock missnöje i rikets östra delar. Både Guanshu och Caishu ansåg att Ji Dan illegalt tillskansat sig tronen. Dessutom var Guanshu äldre än Ji Dan och borde därför ha utnämnts till Chengs förmyndare. Enligt historikern Li Feng  tog det 40 till 60 dagar för budbärare att nå fram till de östliga provinserna från huvudstaden Fenghao vilket skapade förutsättningar för missförstånd att uppstå och ökade misstänksamheten mellan Zhoubefälhavarna på den nordkinesiska slätten och det nya triumviratet i Fenghao". Under Ji Dans andra år på tronen (1042 f.Kr.) lyckades Guanshu och Caishu till slut övertala prins Wu Geng av Shang att göra uppror mot Zhou-dynastin, krig blev därmed faktum.

## Kriget

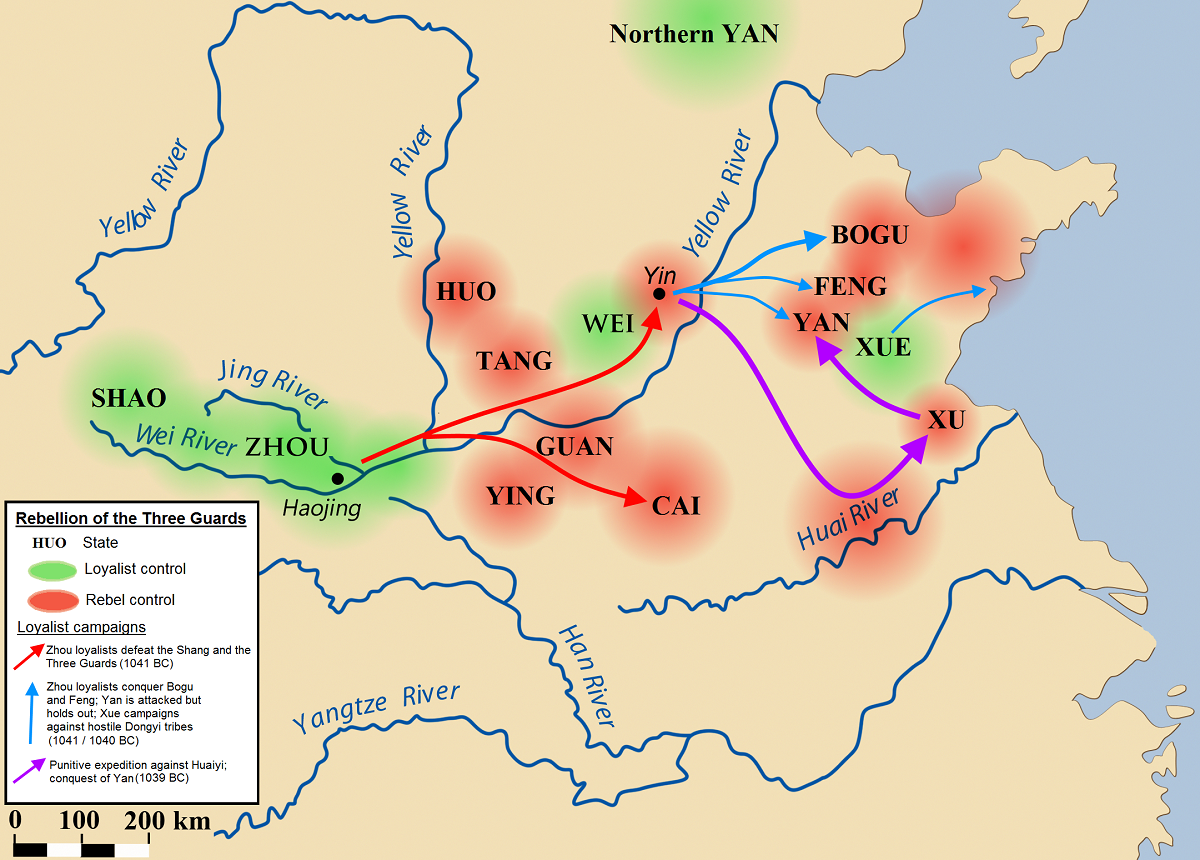
Ungefärliga områden för Zhoudynastin och dess allierade i grönt, områden som hölls av upprorsmän i rött. Zhous anfall mot den nordkinesiska slätten (röda pilar), Zhous erövring av Shandong (ljusblåa pilar), Zhous kampanj mot det sista fiendefästet (lila pilar).

Bröderna Guanshu och Caishu lyckades att övertala den tredje "väktaren" Huoshu om att upproret var rättfärdigat och Huaiyi förenade sig i alliansen med sina två bröder. Utöver de tre väktarna med sina trupper stöddes upproret av prins Wu Geng, vilket resulterade i att även flera av regionens adelsmän valde att förena sig i alliansen. När upproret även stöddes av framstående parter som prins Wu Geng och adelsmän från regionen, kom konflikten att växa genom att utomstående aktörer av olika anledningar valde att delta i upproret. Ledda av staterna Pugu och Yan kom Dongyifolkets beslut att stödja upproret att leda till att även Huaiyistammarna från Huaifloden stödde upproret trots att de saknade starka band till varesig Shang eller Zhoudynastin.
Större delen av östra Zhou-Kina hade nu rest sig i uppror mot Fenghao. Det som gjorde läget så allvarligt för Ji Dan var att vissa av de stater som valt att stötta upproret kontrollerade viktiga passager mellan huvudstaden Fenghao och de östra provinserna. En av dessa stater var vasallstaten Ying som med sitt geografiska läge vid Yingfloddalens utlopp och genom sin anslutning till upprorssidan innebar att Zhoudynastin i huvudstaden Fenghao inte längre kontrollerade vägen till den mellersta Yangtzeregionen. Att de viktiga passagerna i början av konflikten kontrollerades av upprorssidan var ett av de allvarligaste hoten mot den nya Zhoudynastin.
Östra Kina var dock inte helt enade mot Ji Dan. Vasallstaten Song under Weizi Qi förblev lojala till Zhoudynastin och det förblev även Norra Yan som styrdes av Ji Shis son Ke. Dongyi-staten Xie anslöt sig även till alliansen med Zhoudynastin trots att de inte hade några band eller lojalitetsplikter mot Zhoudynastin, deras intresse låg i att Shangdynastin inte skulle återfå makten i Kina och att de återigen skulle få Shangdynastins "ok" över sig. I historikerns nedteckningar nämns även två andra Zhoulojala Dongy-stater, Qi och Lu, de omnämns dock inte som deltagare i kriget utifrån några andra kända samtida källor.
Efter att han fått reda på upproret skall kejsare Cheng ha spått i sköldpaddsskal för att få svar från himmelen huruvida han skulle anfalla sina farbröder eller ej. Oraklen menade då att tecknen gynnade ett anfall mot upprorsmakarna i öst men Chengs rådgivare avrådde från anfall då bergspassen åt det hållet besattes av upprorsmän och oro spred sig även bland lokalbefolkningen i västra Zhou-Kina. Cheng ville snabbt ta tillbaka kontrollen över de besatta bergspassen, den uppfattningen delade även hans farbror Ji Dan. Ji Dan rådde honom till att avfärda rådgivarnas farhågor.
Trots att Zhoudynastin nu bestämt sig för ett anfall mot den östra delen av riket tog det lång tid för armén att mobiliseras. Det tog dessutom ungefär två månader för armén att nå fram till fiendens territorier i öst. Det kom att ta Cheng ett år innan Zhoudynastin på allvar kunde börja slå ned upproret. Under denna period var det istället Zhous få allierade i öst som fick sköta stridandet och de led svårt under denna perioden. Trots det lyckades de mota bort de invaderande styrkorna från upprorets allierade. När upproret gick in på sitt andra år hade Zhouarmén slutligen nått Yins territorier (vilket var Shangättens ursprungsland). Ledda av Ji Dan, Ji Shi och strategen Lü Shang kunde de krossa Yin efter hårda strider under vilka prins Wu Geng själv kom att stupa på slagfältet. Efter att besegrat Yin spenderade Zhouarmén fortsättningen av året med att framgångsrikt bekämpa de upprorsstyrkor som fortfarande stödde upproret.  De tre väktarnas enade armé besegrades i ett stort fältslag där Guanshu och Huoshu togs tillfånga. Guanshu som utgjort Ji Dans största hot genom sitt anspråk till ämbetet som förmyndare- och rikets ställföreträdare avrättades under sin fångenskap. Huoshu fick behålla livet men förnedrades offentligt genom att fråntas alla sina titlar och degraderades därmed till vanlig medborgare. Caishu lyckades fly från slaget och gick i exil men kom att sedan bli bannlyst från att återvända till Kina.
Efter att ha slagit ned upproret i de östliga provinserna gick Ji Dan och Ji Shi under krigets tredje år in i Shandong för att straffa de Dongyi-stater som allierat sig med upprorsmännen. Feng och Pugu erövrades, anfall gjordes även mot Yang som dock lyckades driva tillbaka Zhouarmén. När anfallet mot Yang misslyckades utförde Ji Dan och Ji Shi en straffexpedition mot Huaiyistammarna som med lätthet besegrades. Därefter invaderade Ji Dan med Zhouarmèn Yang igen och erövrade hela riket. Vid krigets slutskede hade Zhoudynastin ökat Kinas territorium ända till Stilla havets kust.
Under kriget höll kejsare Cheng sig upptagen med att besegra olika mindre uppror som uppstod i västra Kina. Att han själv ledde armén som gjorde detta tyder på att han nog inte var så ung som Ji Dan ville ge sken av.

## Efterspel

### Reformationen

Västra Zhoudynastins territorier efter att Fengjiansystemet implementerats.

Efter upproret införde Ji Dan det nya Fengjiansystemet för att stabilisera riket och för att öka Zhoudynastins makt. De forna vasallkungadömena omorganiserades och två tredjedelar av dem fick nya härskare som antingen var del av den kejserliga familjen eller del av de mest lojala adelsfamiljerna. Medlemmar i Shangfamiljen fick ta över vasallstater som låg i utkanten av riket där de inte kunde ställa till med oreda. De provinser som gavs till kejsarfamiljens släktingar var nyckelprovinserna vid gula floden samt de provinser som kontrollerade passager genom Taihangbergen, för att Zhousoldater i västra Kina inte skulle bli utestängda från östra Kina igen. Chinn skriver "Fengjiansystemet kom att bli grunden för Zhoukejsarnas makt och är Zhoudynastins största bedrift".
Staterna Guan, Yan, Pugu, och Cai som tillhörde Dongyifolket blev till en början upplösta men Cai skulle senare komma att återskapas som enad provins. Yans forna territorium tillföll Lu och Pugus forna territorium tillföll Qi. Yin upplöstes också och blev istället del av Wey som gavs till Kangshu Feng som var Kejsare Chengs morbror. Weizi Qi som var farbror till Wu Geng men som förblivit lojal till Zhoudynastin var den ende av Shangätten som inte flyttades till rikets utkanter och han fick behålla Song som sin egen provins.
En kolonisering av öst infördes genom att Ji Dan lät folk från Zhou bosätta sig i de forna Dongyistaterna samt i Huaiyistammarnas land. Detta skulle senare komma att skapa konflikter vid den östra gränsen mellan Zhoukina och de Dongyistater och Huaiyistammar som fortfarande var fria. Konflikterna skulle bestå ända till västra Zhoudynastins fall 771 f.Kr.
Ji Dan insåg efter upproren att riket nu var alldeles för stort för att kunna styras från Fenghao. Han beslutade därmed att en andra huvudstad skulle byggas i närheten av dagens Luoyang som ett administrativt centrum. Staden kom att heta Chengzhou och skulle under östra Zhoudynastins tid vara deras huvudstad.

### Politisk effekt
Den nya landfördelningen, reformerna inom regeringen och koloniseringen av de forna Dongyistaterna kom att inte bara stärka, utan även stabilisera Zhoudynastins kontroll över Kina. Ji Dan lät proklamera Zhoudynastin som segrare i kriget och att den nya dynastin ensam erhöll Himmelens mandat. I sin proklamation som krigets segrare och som bekräftelse på att mandatet från det Gudomliga (Himmelens mandat) verkligen givits- och ensamt tillhörde den nya dynastin lät Ji Dan det framgå att Shangdynastins förlorade förtroende från det Gudomliga lett till dess fråntagande av mandatet från Shangdynastins till förmån för Zhoudynastin. 
Zhoukina inledde nu en period av expansion och rikedom som skulle vara fram tills kriget mot Chu 961–957 f.Kr. Triumviratet bestående av Ji Dan, Ji Shi och kejsare Cheng fortsatte styra riket i tre år efter inbördeskriget. Till slut hamnade dock halvbröderna Ji Dan och Ji Shi i konflikt om vilka som skulle bilda regering. Ji Dan ville att regeringen skulle vara meritbaserad, medan Ji Shi ville att endast individer från den kejserliga familjen skulle kunna ingå i regeringen. 1036 f.Kr. gav Ji Dan makten han haft som förmyndare tillbaka till kejsare Cheng. Ji Dan pensionerade sig därefter och drog sig tillbaka från hovlivet. Med Ji Dans pensionering koncentrerades makten till fördel för Ji Shi då ingen fyllde tomrummet som Ji Dans tillbakadragande skapade. Ji Dans pensionering ledde till att Ji Shi blev den mäktigaste mannen vid hovet och därmed också en av de mäktigaste i riket.  .
Det misslyckade upproret innebar slutet för Shangdynastins förhoppningar om att någonsin återta tronen. Trots detta uppstod tidvis uppror med målet att återinföra den forna dynastin. År 979 f.Kr, cirka sextio år efter "De tre väktarnas" uppror och avslutandet av inbördeskriget utbröt ett nytt krig mellan kejsare Kang av Zhou och Guyfangfolket från Shanxi och norra Shaanxi. Guyfangfolket skulle komma stödjas av greven över Ge vars stöd till upproret grundade sig i önskan att återställa Shangdynastin. Det misslyckades ändå.
Shangdynastin skulle komma att försöka men aldrig lyckas upprätta sin dynasti. De uppror och småkrig som kom att uppstå genom tiden var svaga och av en begränsad omfattning. Shangdynastin blev aldrig igen ett riktigt hot mot Zhoudynastin.

### Eftervärldens bild av upproret
Ji Dan kom av det efterkommande kinesiska imperiet att betraktas som ett "exempel av mänsklig visdom och ödmjukhet". Till exempel respekterades Ji Dan av Konfucius. Upproret mot hans tid som förmyndare blev därmed förklarat som "gärningen av gamla dagars onda män" och vilkas nederlag var ett direkt resultat av Ji Dans dygd. Detta synsätt om Ji Dan lyckades inte bara att överleva genom tidens gång utan har också kommit att vara rådande genom århundradena.
En del författare har dock försökt ställa upproret i ett annat ljus. På 200-talet e.Kr. skrev Ji Kang en text om Guanshu och Caishu. Där argumenterade han för att de "Hade uppriktiga anledningar att tvivla på Ji Dans förmyndarskap" och att upprorsmännen bestod av plikttrogna män som endast tog till vapen mot en troninkräktare.